# Информационный пузырь

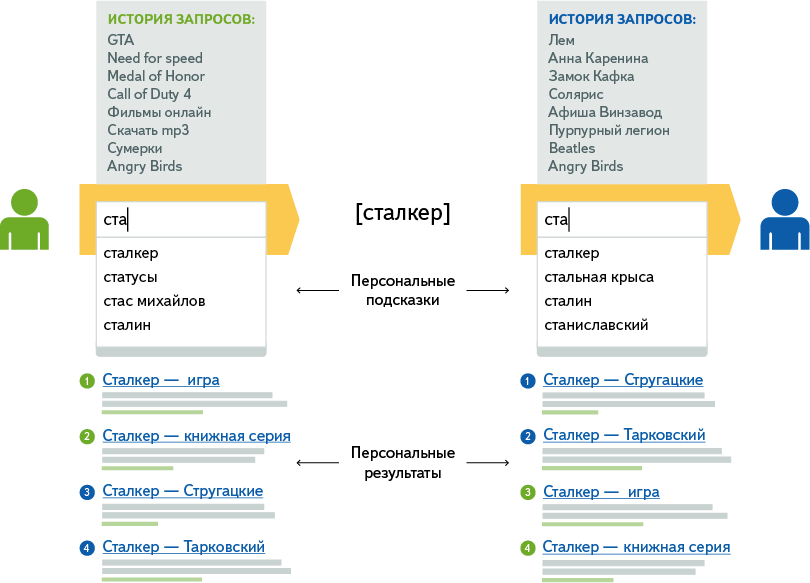
Пузырь фильтров: различия при поиске

Информационный пузы́рь, пузырь фи́льтров (англ. filter bubble) — понятие, разработанное интернет-активистом Илаем Парайзером (англ. Eli Pariser) и описанное в его одноимённой книге: негативная сторона персонализированного поиска, явления, при котором веб-сайты определяют, какую информацию пользователь хотел бы увидеть, основываясь на информации о его месторасположении, прошлых нажатиях и перемещениях мыши, предпочтениях и истории поиска. В результате веб-сайты показывают только информацию, которая согласуется с прошлыми точками зрения данного пользователя. Вся иная информация, как правило, пользователю не выводится.
Примером этого являются Google и другие поисковые системы с персонализированными результатами поиска, а также Facebook с персонализированной лентой новостей, которая с каждым действием пользователя наполняется всё более и более персональными результатами. Так, если у пользователя есть два друга в социальной сети, один делает посты с поддержкой президента, а другой с его критикой, и пользователь делится первыми, а вторые игнорирует, то постепенно в его ленте будут появляться посты со всё более ярко выраженной высокой оценкой президента. Соответственно, он получает намного меньше противоречащей своей точке зрения информации и становится интеллектуально изолированным в своём собственном информационном пузыре. 
Илай Парайзер приводит пример, когда один пользователь искал информацию в Google по запросу «British Petroleum» и в ответ получил только инвестиционные новости о компании British Petroleum; когда другой пользователь отправил такой же запрос, то получил в ответ информацию о взрыве нефтяной платформы Deepwater Horizon, и эти страницы с результатами поиска «разительно отличались» между собой. Эффект «пузыря» может иметь негативные последствия для формирования гражданского мнения.
Как сказал бывший глава Google Эрик Шмидт: «Людям будет очень сложно увидеть или приобрести что-то, что так или иначе не было под них подобрано».

## Возможность отключения персонализированного поиска

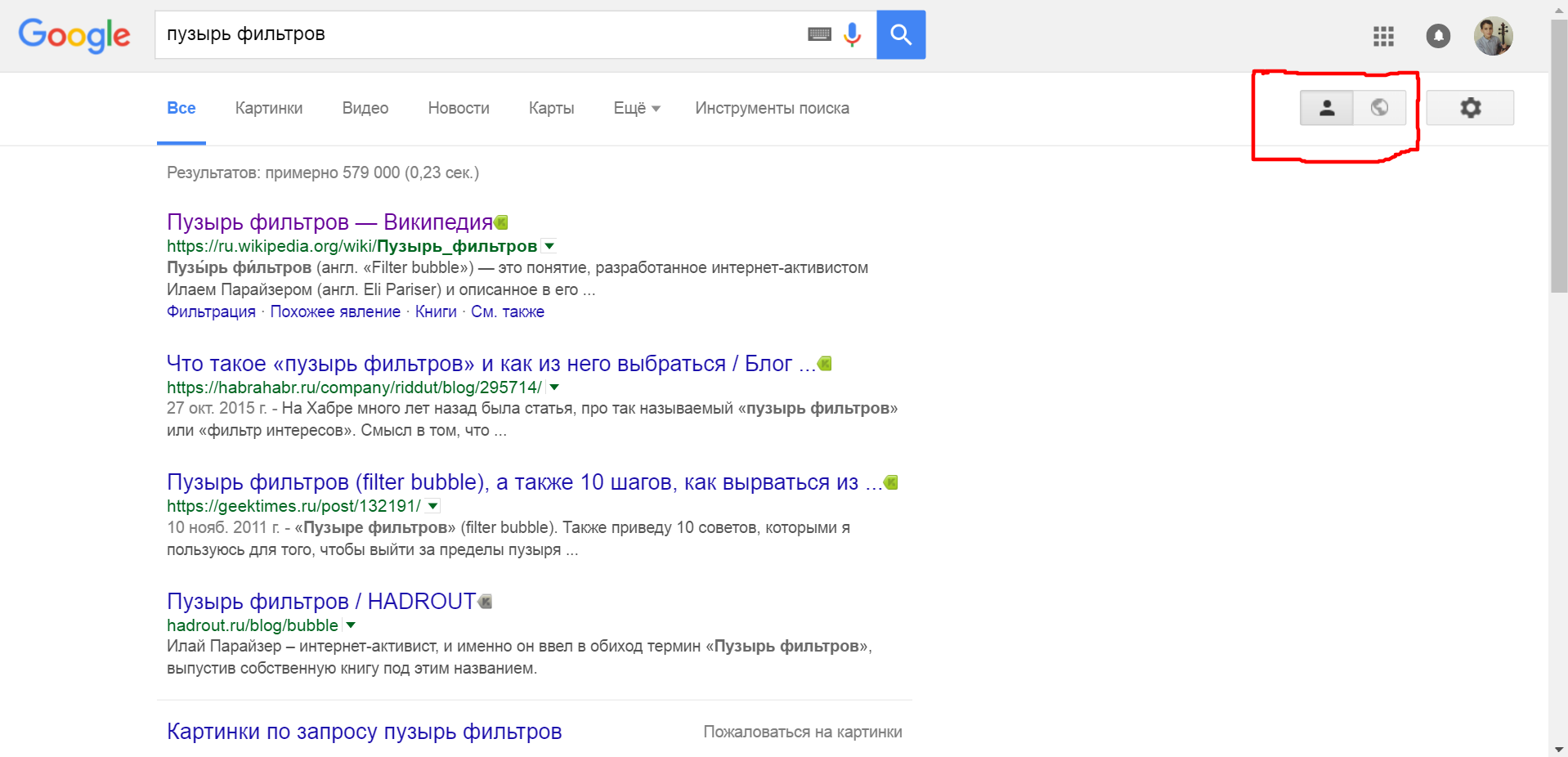
Возможность просмотра результатов поиска в поисковой системе Google c учётом персонализации и без.
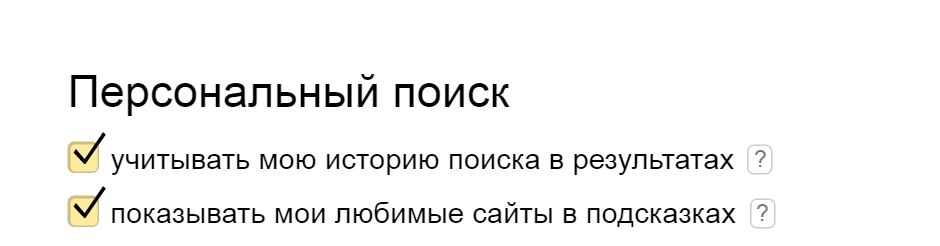
Возможность отключения персонализированного поиска в поисковой системе Яндекс.